# Aurora (aerolínea)
Aurora (del ruso: 'Аврора') es una aerolínea rusa con sede en Yuzhno-Sajalinsk, es una de las subsidiarias de Aeroflot. Opera vuelos regulares entre ciudades del Lejano Oriente ruso, Siberia y a destinos internacionales en China, Corea y Japón. La aerolínea fue nombrada en honor al crucero Aurora.

## Historia

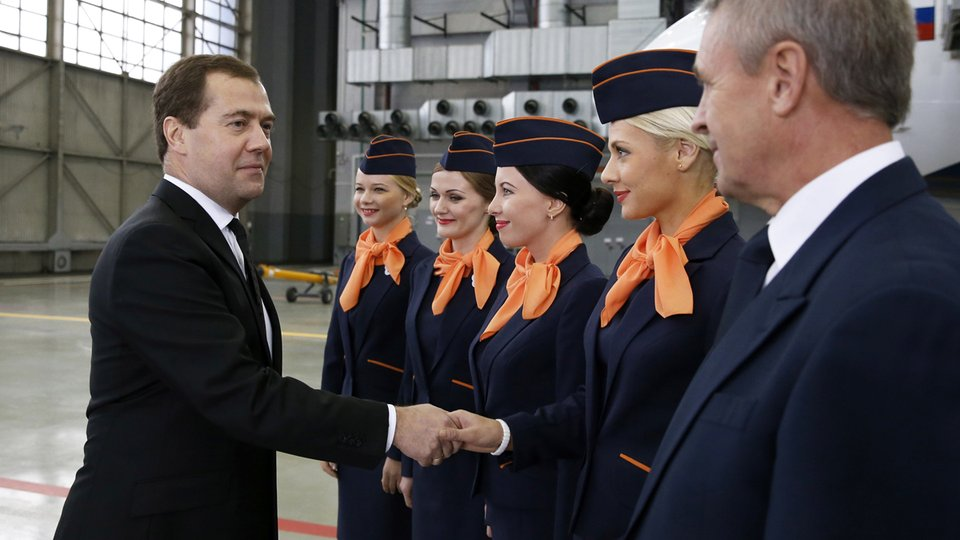
Auxiliares de vuelo de Aurora con el expresidente de Rusia, Dmitri Medvédev, durante la presentación de la aerolínea.

La nueva aerolínea fue creada por orden del primer ministro ruso, Dmitri Medvédev. Aeroflot formó la compañía mediante la fusión de las aerolíneas SAT Airlines y Vladivostok Avia, que servían 42 y 15 destinos, respectivamente, y disponían de una flota combinada de 24 aviones y 11 helicópteros. El número de rutas servidas se planea aumentar de 30 a 128, incluyendo las principales ciudades del Lejano Oriente ruso, como Jabárovsk, Magadán, Vladivostok y Yuzhno-Sakhalinsk.
La aerolínea es 51% propiedad de Aeroflot, el 49% restante de las acciones son propiedad del gobierno regional de Sajalín. La inversión inicial de 430 millones de rublos (13,5 millones de dólares) fue proporcionada por la empresa matriz a través de un préstamo que debe ser pagado en 2017.

## Flota

### Flota Actual

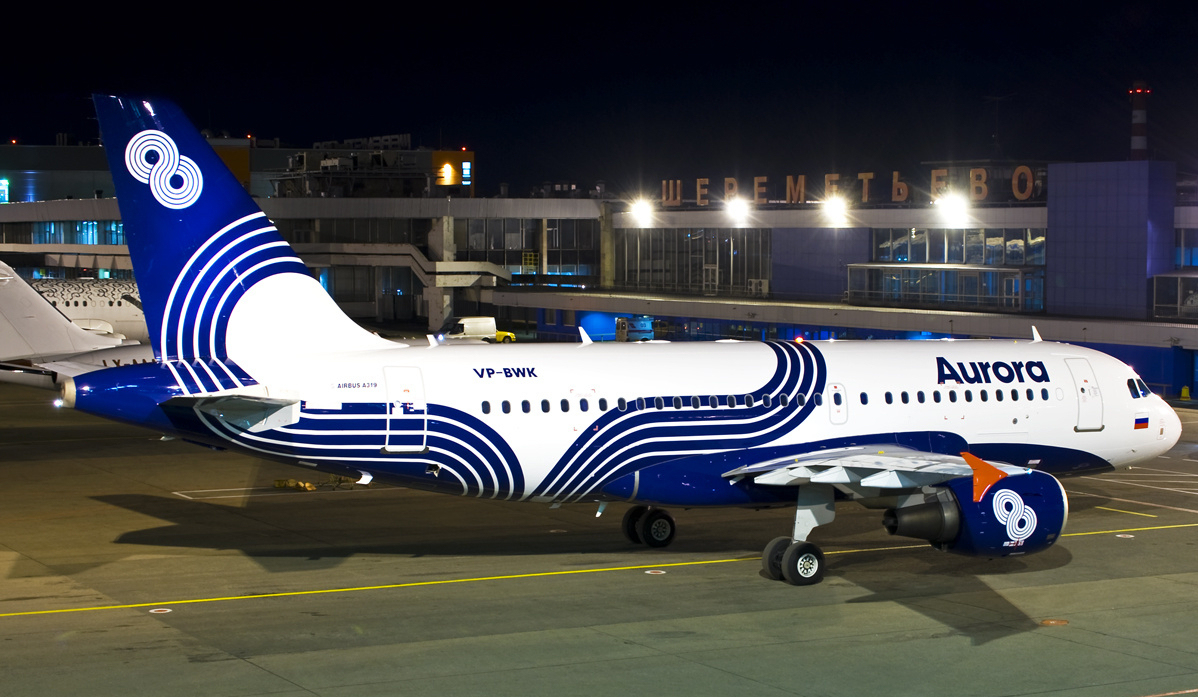
Primer Airbus A319 de Aurora en el aeropuerto de Sheremetyevo

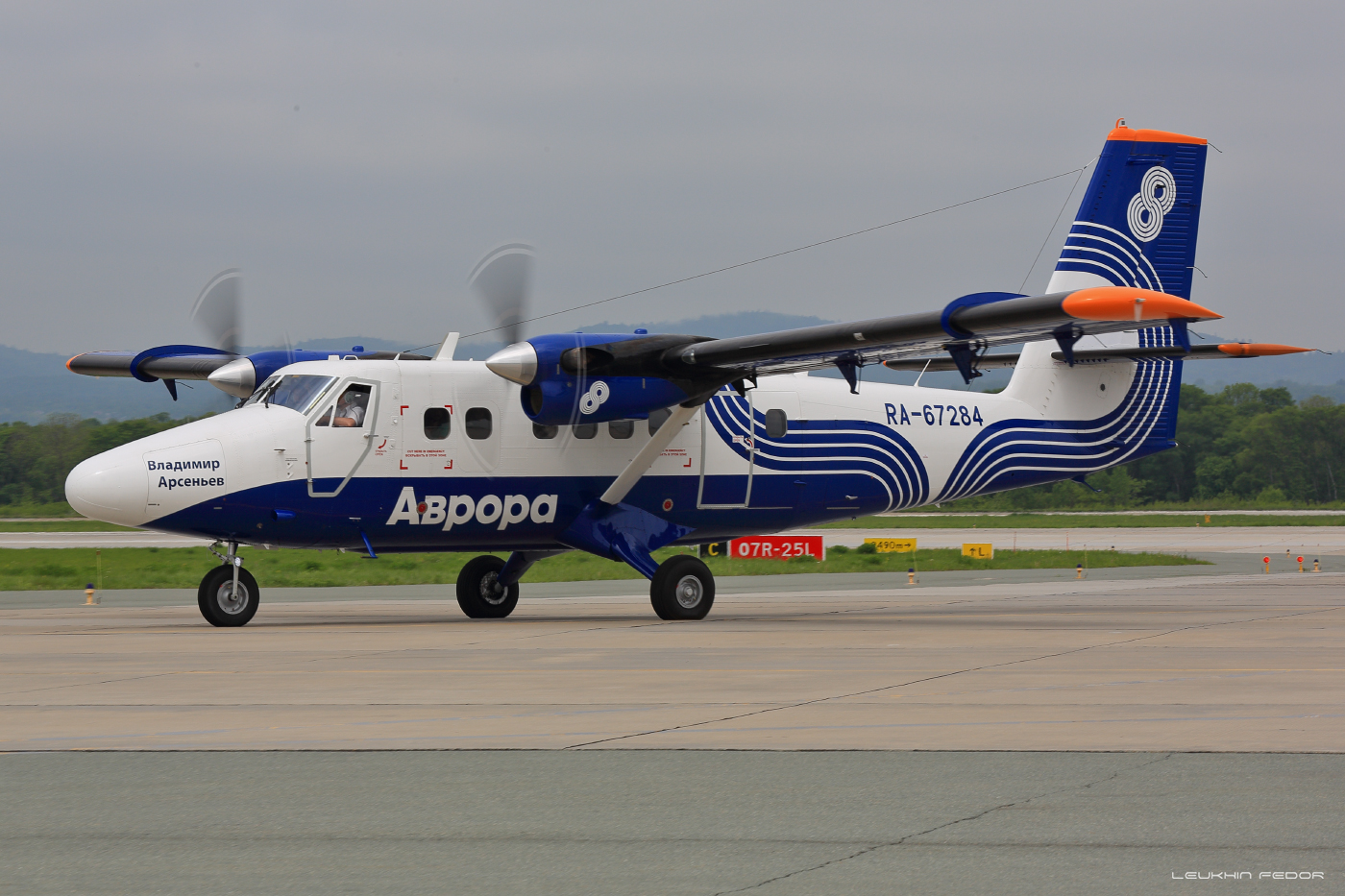
De Havilland Canada DHC-6 Twin Otter de Aurora en el aeropuerto de Vladivostok

La flota actual de Aurora está compuesta por las siguientes aeronaves (a abril de 2022):
La flota de Aurora posee a abril de 2022 una edad media de: 16.7 años.

## Destinos
Inició sus operaciones el 8 de diciembre de 2013 en la ruta Jabárovsk - Krasnoyarsk. En la actualidad cubre destinos del lejano este ruso como Yuzhno Sakhalinsk, Kunashir, Magadán, Vladivostok, Petropavlovsk-Kamchatki, Krasnoyarsk, Irkurtsk, Kámensk, Blagoveshchensk, Neryungri, Novosibirsk, Nikolaevsk na Amure, Tinda, Yakutsk.
Destinos internacionales son Beijing (China), Seúl y Pusan (Corea del Sur), Sapporo y Tokio (Japón).  